# (35712) 1999 FF30
1999 FF30 (asteroide 35712) é um asteroide da cintura principal. Possui uma excentricidade de 0.11137480 e uma inclinação de 7.52032º.
Este asteroide foi descoberto no dia 19 de março de 1999 por LINEAR em Socorro.